# Камарена
Камарена (ісп. Camarena) — муніципалітет в Іспанії, у складі автономної спільноти Кастилія-Ла-Манча, у провінції Толедо. Населення — 3704 особи (2010).
Муніципалітет розташований на відстані близько 50 км на південний захід від Мадрида, 26 км на північ від Толедо.
На території муніципалітету розташовані такі населені пункти: (дані про населення за 2010 рік)
- Камарена: 2990 осіб
- Монтев'єхо: 657 осіб
- Вента-Реаль: 57 осіб

## Демографія
Динаміка населення (INE ):

## Галерея зображень

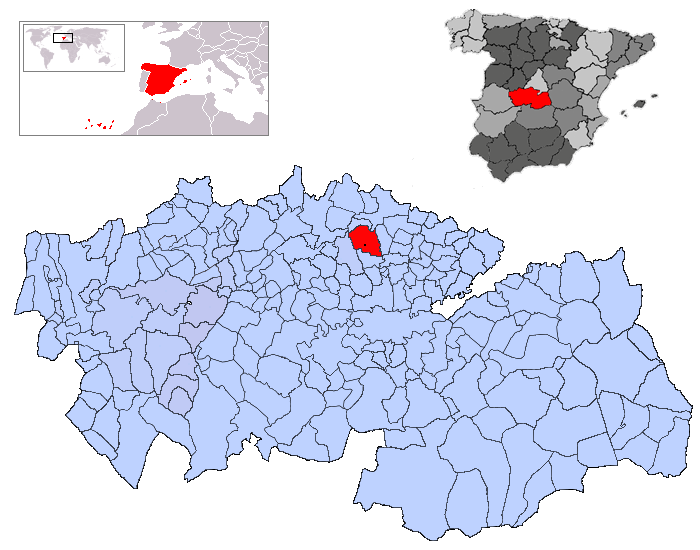
Розташування муніципалітету у провінції Толедо